# Gare de Gorinchem
La gare de Gorinchem (en néerlandais station Gorinchem) est une gare ferroviaire néerlandaise située à Gorinchem, en Hollande-Méridionale.
La gare est située sur la ligne d'Elst à Dordrecht (nl), appelée également la ligne Merwede-Linge, dans les provinces de la Hollande-Méridionale et de Gueldre, sur le trajet reliant Dordrecht à Geldermalsen.
La gare a été ouverte le 1er décembre 1883 et est toujours en service. Le bâtiment voyageurs original a été démoli en 1970.

## Desserte
Cette gare est desservie tous les quarts d'heure dans chaque sens par des trains Sprinter (omnibus), alternativement Dordrecht (nl) ↔ Gorinchem et Dordrecht ↔ Geldermalsen.